# Годов, Михаил Прокофьевич
Михаил Прокофьевич Годов (1896 — после 1985 года) — советский государственный деятель, председатель исполнительного комитета Винницкого областного совета депутатов трудящихся.

## Биография
В 1918—1921 годах — в Красной армии, участник Гражданской войны в России.
Член РКП(б) с 1919 года.
В 1938 — январе 1940 г. — исполняющий обязанности председателя исполнительного комитета Винницкого областного совета депутатов трудящихся. В январе 1940—1941 г. — председатель исполнительного комитета Винницкого областного совета депутатов трудящихся.
С октября 1941 года — в Красной армии, участник Великой Отечественной войны. В 1941—1943 годах — член оперативной группы при Военных советах Южного, Сталинградского и Воронежского (с 1943 года) фронтов.
В 1944 — июле 1945 г. — председатель исполнительного комитета Винницкого областного совета депутатов трудящихся.
Затем находился на ответственной хозяйственной работе.

## Воинские звания
- Батальонный комиссар

## Награды
- орден Трудового Красного Знамени (7.02.1939)
- орден Красной Звезды (26.08.1943)
- ордена
- медали